# Tatra T3RF
Tatra Т3RF — чешский высокопольный четырёхосный трамвайный вагон, который производился на заводе ČKD Tatra-Smíchov в 1997—1999 годах в Праге. Вагон является результатом глубокой модернизации кузовов вагонов Tatra T3. Общее количество изготовленных в Чехии вагонов — 8, они поступили в Самару, Ижевск и Брно. Эта модель стала последней в линейке завода ČKD Tatra-Smíchov, после чего завод обанкротился. Ещё 2 вагона были созданы в Ижевске в 2003 году, путём модернизации вагонов T3SUCS и T3SU. 

## История создания
В середине 1990-х годов завод ČKD Tatra-Smíchov предпринимал попытки вернуться на рынок стран Восточной Европы, предлагая в своём активе современные для того времени вагоны моделей T6 и KT8D5. Однако последние были дороже своих предшественников, а выпуск вагонов оригинальной линейки T3 прекратился в 1989 году. В этой связи руководство предприятия поручило разработать новую модель трамвайного вагона в кузове модели T3, но с применением современного электрооборудования, идентичного вагонам последних моделей.
Разработка нового вагона шла параллельно с выпуском родственной модели T3R, производившейся в процессе модернизации отдельных кузовов вагонов T3SUCS. К моменту создания нового вагона индекс модификации пришлось изменить, так как Советский Союз шестью годами ранее прекратил своё существование. Вместо T3SU вагон получил обозначение T3RF.

## Конструкция
Tatra Т3RF — обновлённая версия вагонов модификации Т3SU. Кузов изготовлен из стальных профилей и снаружи покрыт металлическими листами. В данной версии был применён новый дизайн кузова, разработанный известным чешским дизайнером и архитектором Патриком Котаце для модернизированных модификаций T3R. Панорамное стекло выполнено из стеклопластика. С правой стороны имеются три складные двери типа «ширма». Пассажирские сиденья заменены на новые (аналогичные KT8D5) и размещены в салоне по одному в ряду (в Ижевских вагонах сиденья с одной из сторон установлены в два ряда), в задней части вагона расположена накопительная площадка. Пол покрыт резиновым покрытием, во всех боковых окнах имеются сдвижные форточки. Как и в T3SU, кабина водителя закрыта, управление вагоном осуществляется с помощью ручного контроллера, видоизменён пульт управления.
Электрооборудование Т3RF во всём аналогично вагонам T3R, массово работающим в Чехии. Используется та же транзисторная система управления ČKD TV14, статический преобразователь Alstom SMTK 6.3R и четыре тяговых двигателя TE 022, приводящие вагон в движение от каждой оси.
Два вагона Т3RF, поставленные в Брно, впоследствии были модернизированы. В основу модернизации по типу T3RF были включены кузов и дизайн от вагона T3R, с электрооборудованием от T3M.3. Модернизированные вагоны оснащены улучшенным вариантом тяговых двигателей модели TE 023. Пантографы остались оригинальными, но дополнены электрическими отводами и другими головками. Интерьер вагонов остался без изменений, в салоне установлена электронная информационная система с цифровыми панелями, новым элементом стало введение кнопок адресного открытия дверей пассажирами. Другие незначительные изменения были сделаны в кабине и других частях вагона.

## Вагоны в Самаре
Вагоны T3RF прибыли в Самару весной 1999 г. Они поступили в Северное трамвайное депо и получили бортовые номера 1205 (зав. № 180405) и 1206 (зав. № 180406). Первый рейс новых вагонов состоялся 14 апреля 1999 г. Изначально оба вагона работали поодиночке, но в июне 2003 г. их сцепили в систему 1206+1205. Причина, по которой депо освоило работу вагонов по системе многих единиц (СМЕ) оказалась прозаической: у вагона 1205 треснуло лобовое стекло. Замены для него не было, а эксплуатировать вагон с таким дефектом запрещено. Поэтому вагоны решили сцепить в поезд, поставив 1205 вторым. Летом 2006 г. после прохождения очередного текущего ремонта вагоны перекрасили из заводской красно-серо-белой окраски, в стандартную красно-белую окраску самарского трамвая. С 1999 г. вагоны T3RF работают в основном на 20-м маршруте. В 2021 году вагон 1205 был списан, вагон 1206 в декабре 2023 года прошёл очередной текущий ремонт и продолжает работу на маршрутах Северного трамвайного депо. 

## Статистика

### Россия
| Город  | Тип           | Годы выпуска | Количество вагонов | Инвентарные номера | Примечания |
| ------ | ------------- | ------------ | ------------------ | ------------------ | --- |
| Самара | Tatra T3RF    | 1997         | 1                  | 1206               | Вагон инвентарный номер 1205 - списан. |
| Ижевск | Tatra T3RF    | 1997         | 4                  | 1000—1003          | |
| Ижевск | Tatra T3R«Иж» | 1982 1968    | 2                  | 1004 1005          | До XI.2003 — 2352; до 2001 — Кошице, Tatra T3SUCS № 355. До XI.2003 — 2353; до 2001 — Tatra T3SU двухдверная № 2295 Модернизированные с использованием масок от Т3RF, ЭМУ, оборудование TV-Progress. |

### Чехия
| Город | Тип        | Годы выпуска | Количество вагонов | Инвентарные номера | Примечания |
| ----- | ---------- | ------------ | ------------------ | ------------------ | --- |
| Брно  | Tatra T3RF | 1997         | 2                  | 1669—1670          | Для Брно вагоны были модернизированы и проходили по документации как T3R-BN1.В модернизации по типу T3RF, были включены кузов и дизайн от вагона T3R, с электрооборудованием от T3M.3. |